# Лі Гендрі
Лі Ендрю Гендрі (нар. 18 травня 1977) — колишній англійський професійний футболіст і експерт Sky Sports .
Як гравець він був півзахисником, який грав у Прем'єр-лізі за Астон Віллу, де провів чотирнадцять років. Він також грав за збірну Англії U21 і провів один повний матч за збірну Англії в 1998 році. Грав у футбольній лізі за "Сток Сіті", "Шеффілд Юнайтед", "Лестер Сіті", "Дербі Каунті ", "Брайтон і Хоув Альбіон" і "Бредфорд Сіті ".

## Ігрова кар'єра

### Астон Вілла
Народився в Солігаллі, Гендрі отримав червону картку під час свого дебюту за «Астон Віллу», вийшовши на заміну в поразці 1:0 проти «Квінз Парк Рейнджерс» 23 грудня 1995 року  У сезоні 1997–1998 років він отримав нагороду «Молодий гравець сезону» клубу. У «Астон Віллі» він грав у фіналі Кубка Англії 2000 року .
Після втрати місця в команді «Вілли» в сезоні 2005–2006 років, здавалося, що довгий період Гендрі на «Вілла Парк» добігає кінця, і «Портсмут», як повідомлялось, виявив інтерес до його послуг. 29 вересня він приєднався до «Сток Сіті» на правах оренди за рекомендацією свого батька.   30 січня 2007 року він продовжив свою оренду з «Поттерами» до кінця сезону 2006–2007 років.  Він зіграв 28 разів за "Сток" і забив три голи проти "Лідс Юнайтед", "Сандерленда" та "Норвіч Сіті" .   

### Шеффілд Юнайтед
Гендрі підписав трирічний контракт з «Шеффілд Юнайтед» після того, як у липні 2007 року перейшов на правах вільного трансферу   дебютувавши в день відкриття сезону, коли вдома команда зіграла внічию з «Колчестер Юнайтед» (2:2).  Однак першу половину сезону його переслідували травми.   У вересні 2007 року Гендрі забив свій перший гол за «Блейдс» у перемозі над «Моркамом» з рахунком 5:0 у Кубку ліги , але не зміг утримати місце в першій команді. 12 січня 2008 року він забив свій перший гол у чемпіонаті за «Шеффілд Юнайтед» у переможній грі з «Квінз Парк Рейнджерс» ( 2:1) 
У листопаді 2008 року він приєднався до «Блекпула» на правах оренди до 1 січня 2009 року , дебютувавши на заміні у другому таймі того ж дня в дербі Західного Ланкаширу вдома проти «Престон Норт Енд» на «Блумфілд Роуд». 9 грудня 2008 року він був вилучений в матчі «Блекпул» проти «Редінга» і повернувся до «Шеффілд Юнайтед» 31 грудня 2008 року, де зіграв ще шість матчів. 

### Дербі Каунті
1 вересня 2009 року Гендрі приєднався до Дербі Каунті в угоді про обмін, яка передбачала рух Джордана Стюарта у протилежному напрямку. Частково через травму Гендрі зіграв лише п'ять разів у стартовому складі «Дербі», перш ніж 23 березня 2010 року перейшов на права оренди до «Брайтон енд Гоув Альбіон» на решту сезону  13 травня 2010 року було оголошено, що він залишить «Дербі» після закінчення контракту після всього 10 зігранних матчів за дев'ять місяців у клубі. 

### Бандунг
26 січня 2011 року індонезійський клуб «Бандунг» оголосив про підписання Гендрі на правах вільного агенту. Гендрі підписав дворічний контракт з індонезійським клубом і отримав футболку з номером 10. Він був одночасно першим англійцем і першим гравцем з досвідом Прем'єр-ліги, який підписав контракт з клубом Ліги Праймер Індонезії. Гендрі дебютував 5 лютого 2011 року в поразці з рахунком 1:0 проти «Персеми Маланг». Він забив свій перший гол за «Бандунг» і віддав результативну передачу на Перрі Сома 12 лютого 2011 року в поразці 3:2 проти «Батавія Юніон». 12 березня 2011 року він віддав ще одну результативну передачу на Сома у перемозі з рахунком 1:0 проти «Мінангкабау». Це була перша перемога Бандунга в Лізі Праймер Індонезії 2011 року. Після закінчення сезону Гендрі був звільнений з клубу, який потім розпався.

## Міжнародна кар'єра
Незважаючи на шотландське та ірландське походження, Гендрі представляв Англію, країну свого народження, на міжнародному рівні. Він дванадцять разів виступав за молодіжну збірну Англії до 21 року, забивши п'ять голів. 
Він також зіграв свій єдиний повний матч за збірну Англії у віці 21 року, вийшовши на заміну 18 листопада 1998 року проти Чехії. 

## Особисте життя
Лі Гендрі є сином колишнього шотландського професійного футболіста Пола Гендрі. Пол Гендрі переїхав до Англії в березні 1972 року, щоб приєднатися до Бірмінгем Сіті. Гендрі народився в Бірмінгемі 18 травня 1977 року. Його молодший брат, Стюарт Гендрі, також є футболістом , який грав разом з ним у «Давентрі Таун». Гендрі є двоюрідним братом іншого шотландського професійного футболіста Джона Гендрі.

## Кар'єрна статистика

### Клуб
| Club                          | Season       | League                                   | League | League | National Cup | National Cup | League Cup | League Cup | Other | Other | Total | Total |
| Club                          | Season       | Division                                 | Apps   | Goals  | Apps         | Goals        | Apps       | Goals      | Apps  | Goals | Apps  | Goals |
| ----------------------------- | ------------ | ---------------------------------------- | ------ | ------ | ------------ | ------------ | ---------- | ---------- | ----- | ----- | ----- | ----- |
| Aston Villa                   | 1995–96      | Premier League                           | 3      | 0      | 0            | 0            | 0          | 0          | —     | —     | 3     | 0     |
| Aston Villa                   | 1996–97      | Premier League                           | 4      | 0      | 3            | 0            | 0          | 0          | 0     | 0     | 7     | 0     |
| Aston Villa                   | 1997–98      | Premier League                           | 17     | 3      | 4            | 0            | 0          | 0          | 3     | 0     | 24    | 3     |
| Aston Villa                   | 1998–99      | Premier League                           | 32     | 3      | 2            | 0            | 0          | 0          | 3     | 0     | 37    | 3     |
| Aston Villa                   | 1999–2000    | Premier League                           | 29     | 1      | 4            | 0            | 5          | 3          | —     | —     | 38    | 4     |
| Aston Villa                   | 2000–01      | Premier League                           | 32     | 6      | 1            | 0            | 1          | 0          | 3     | 0     | 37    | 6     |
| Aston Villa                   | 2001–02      | Premier League                           | 29     | 2      | 1            | 0            | 2          | 0          | 7     | 2     | 39    | 4     |
| Aston Villa                   | 2002–03      | Premier League                           | 27     | 4      | 1            | 0            | 3          | 0          | 3     | 0     | 34    | 4     |
| Aston Villa                   | 2003–04      | Premier League                           | 32     | 2      | 1            | 0            | 4          | 0          | —     | —     | 37    | 2     |
| Aston Villa                   | 2004–05      | Premier League                           | 29     | 5      | 1            | 0            | 2          | 0          | —     | —     | 32    | 5     |
| Aston Villa                   | 2005–06      | Premier League                           | 16     | 1      | 2            | 0            | 1          | 0          | —     | —     | 19    | 1     |
| Aston Villa                   | 2006–07      | Premier League                           | 1      | 0      | 0            | 0            | 0          | 0          | —     | —     | 1     | 0     |
| Aston Villa                   | Total        | Total                                    | 251    | 27     | 20           | 0            | 18         | 3          | 19    | 2     | 308   | 32    |
| Stoke City (loan)             | 2006–07      | Championship                             | 28     | 3      | 0            | 0            | 0          | 0          | —     | —     | 28    | 3     |
| Sheffield United              | 2007–08      | Championship                             | 12     | 1      | 1            | 0            | 1          | 1          | —     | —     | 14    | 2     |
| Sheffield United              | 2008–09      | Championship                             | 5      | 0      | 4            | 1            | 2          | 1          | 1     | 0     | 12    | 2     |
| Sheffield United              | Total        | Total                                    | 17     | 1      | 5            | 1            | 3          | 2          | 1     | 0     | 26    | 4     |
| Leicester City (loan)         | 2007–08      | Championship                             | 9      | 1      | 0            | 0            | 0          | 0          | —     | —     | 9     | 1     |
| Blackpool (loan)              | 2008–09      | Championship                             | 6      | 0      | 0            | 0            | 0          | 0          | —     | —     | 6     | 0     |
| Derby County                  | 2009–10      | Championship                             | 9      | 0      | 1            | 0            | 0          | 0          | —     | —     | 10    | 0     |
| Brighton & Hove Albion (loan) | 2009–10      | League One                               | 8      | 0      | 0            | 0            | 0          | 0          | 0     | 0     | 8     | 0     |
| Bradford City                 | 2010–11      | League Two                               | 12     | 2      | 1            | 0            | 0          | 0          | 1     | 0     | 14    | 2     |
| Bandung                       | 2011         | Liga Primer Indonesia                    | 15     | 2      | 0            | 0            | —          | —          | 0     | 0     | 15    | 2     |
| Daventry Town                 | 2011–12      | Southern League Division One Central     | 2      | 0      | 1            | 0            | —          | —          | 1     | 0     | 4     | 0     |
| Kidderminster Harriers        | 2011–12      | Conference Premier                       | 15     | 0      | 0            | 0            | —          | —          | 0     | 0     | 15    | 0     |
| Chasetown                     | 2011–12      | Northern Premier League Premier Division | 2      | 0      | 0            | 0            | —          | —          | 0     | 0     | 2     | 0     |
| Redditch United               | 2011–12      | Southern League Premier Division         | 6      | 3      | 0            | 0            | —          | —          | 0     | 0     | 6     | 3     |
| Tamworth                      | 2012–13      | Conference Premier                       | 27     | 3      | 1            | 0            | —          | —          | 2     | 0     | 30    | 3     |
| Corby Town                    | 2013–14      | Southern League Premier Division         | 3      | 0      | 5            | 0            | —          | —          | 1     | 0     | 9     | 0     |
| Highgate United               | 2013–14      | Midland Football Alliance                | 2      | 1      | —            | —            | —          | —          | 0     | 0     | 2     | 1     |
| Basford United                | 2014–15      | Midland League Premier Division          | 25     | 11     | 3            | 0            | —          | —          | 3     | 1     | 31    | 12    |
| Montpellier                   | 2016–17      | Midland League Division Three            | 13     | 8      | —            | —            | —          | —          | 5     | 1     | 18    | 9     |
| Redditch United               | 2016–17      | Southern League Premier Division         | 1      | 0      | 0            | 0            | —          | —          | 0     | 0     | 1     | 0     |
| Nuneaton Griff                | 2018–19      | Midland League Division One              | 3      | 0      | —            | —            | —          | —          | 0     | 0     | 3     | 0     |
| Highgate United               | 2018–19      | Midland League Premier Division          | 1      | 0      | 0            | 0            | —          | —          | 1     | 0     | 2     | 0     |
| Highgate United               | 2019–20      | Midland League Premier Division          | 0      | 0      | 0            | 0            | —          | —          | 1     | 0     | 1     | 0     |
| Highgate United               | Total        | Total                                    | 1      | 0      | 0            | 0            | —          | —          | 2     | 0     | 3     | 0     |
| Career Total                  | Career Total | Career Total                             | 455    | 62     | 37           | 1            | 21         | 5          | 35    | 4     | 548   | 72    |

1. 1 2  Appearance(s) in UEFA Cup
2. 1 2  Appearance(s) in UEFA Intertoto Cup
3. ↑  Six appearances two goals in UEFA Intertoto Cup; one appearance in UEFA Cup
4. ↑  Appearance(s) in Championship play-offs
5. ↑  Appearance(s) in Football League Trophy
6. 1 2 3  Appearance(s) in FA Trophy
7. ↑  One appearance in FA Vase; one appearance in Midland League Premier Division Cup; one appearance one goal in Nottinghamshire Senior Cup
8. ↑  One appearance in FA Vase; two appearances one goal in Midland League Les James Challenge Cup; two appearances in Worcestershire Junior Cup
9. ↑  Appearance(s) in JW Hunt Cup
10. ↑  Appearance(s) in Smedley Crooke Memorial Charity Cup

## Список посилань
1. ↑  Hugman, Barry J., ред. (2009). The PFA Footballers' Who's Who 2009–10. Edinburgh: Mainstream Publishing. ISBN 978-1-84596-474-0.
2. ↑  O'Hagan, Simon, Hendrie off to a cruel start, The Independent 24 December 1995
3. ↑  Lee Hendrie on why he chose Stoke over QPR. qprblogspot.com. 16 листопада 2006. Процитовано 16 листопада 2008.
4. ↑  Stoke complete Hendrie loan deal. BBC Sport. 29 вересня 2006. Процитовано 2 січня 2007.
5. ↑  Stoke snap up Hendrie and Zakuani. BBC Sport. 30 січня 2007. Процитовано 7 червня 2007.
6. ↑  Leeds 0–4 Stoke. BBC Sport. 14 жовтня 2006. Процитовано 9 травня 2013.
7. ↑  Stoke 5–0 Norwich. BBC Sport. 28 жовтня 2006. Процитовано 9 травня 2013.
8. ↑  Stoke 2–1 Sunderland. BBC Sport. 17 жовтня 2006. Процитовано 9 травня 2013.
9. ↑  Blades capture Hendrie. Sheffield United F.C. 19 липня 2007. Архів оригіналу за 3 лютого 2009. Процитовано 11 травня 2008.
10. ↑  Sheff Utd sign midfielder Hendrie. BBC Sport. 19 липня 2007. Процитовано 19 липня 2007.
11. ↑  Sheffield United v Colchester. Sheffield United F.C. 11 серпня 2007. Архів оригіналу за 12 травня 2008. Процитовано 11 травня 2008.
12. ↑  Hendrie shocker. Sheffield United F.C. 16 серпня 2007. Архів оригіналу за 22 серпня 2007. Процитовано 11 травня 2008.
13. ↑  Blades concentrate on getting Hendrie fit. Sheffield Star. 3 листопада 2007. Процитовано 11 травня 2008.
14. ↑  Sheffield Utd v Morecambe – Match Report. Sheffield United F.C. 25 вересня 2007. Архів оригіналу за 6 травня 2008. Процитовано 11 травня 2008.
15. ↑  Sheff Utd 2–1 QPR. BBC. 12 січня 2008. Процитовано 1 вересня 2009.
16. ↑  Hendrie in loan switch. Sheffield United F.C. 16 листопада 2008. Архів оригіналу за 22 грудня 2008. Процитовано 16 листопада 2008.
17. ↑  Loan Latest. blackpoolfc.co.uk. 30 грудня 2008. Архів оригіналу за 31 грудня 2008. Процитовано 2 січня 2009.
18. ↑  Brighton to sign Derby's Lee Hendrie on loan. BBC News. 23 березня 2010. Процитовано 23 березня 2010.
19. ↑  Hendrie & Price released. dcfc.co.uk. 13 травня 2010. Архів оригіналу за 16 травня 2010. Процитовано 13 травня 2010.
20. ↑  Squad profiles – Lee Hendrie. BBC Sport. Архів оригіналу за 19 лютого 2006. Процитовано 16 листопада 2008.
21. ↑  England Match Archive. England Football Online. Процитовано 16 серпня 2017.
22. ↑  Morecambe sign Atherstone striker Stuart Hendrie. BBC Sport. 4 серпня 2010. Процитовано 17 вересня 2010.
23. 1 2 3 4 5 6 7 8 9 10 11 12 13 14 15 16 17 18 19  Шаблон:ENFA
24. 1 2  England – L. Hendrie – Profile with news, career statistics and history – Soccerway. uk.soccerway.com. Процитовано 13 липня 2022.
25. 1 2  Lee Hendrie Profile | Aylesbury United FC. aylesburyunitedfc.co.uk. Процитовано 13 липня 2022.
26. ↑  Appearances & Goals. The Gate: Official Matchday Programme of Highgate United Football Club (19): 20. 3 квітня 2014.
27. 1 2 3 4 5  Lee Hendrie player stats | Midland Football League. fulltime.thefa.com. Процитовано 24 липня 2022.